# Lancaster (Kansas)
Lancaster es una ciudad ubicada en el condado de Atchison en el estado estadounidense de Kansas. En el año 2010 tenía una población de 298 habitantes y una densidad poblacional de 496,67 personas por km².

## Geografía
Lancaster se encuentra ubicada en las coordenadas 39°34′18″N 95°18′12″O / 39.57167, -95.30333 (39.571780, -95.303344).

## Demografía
Según la Oficina del Censo en 2000 los ingresos medios por hogar en la localidad eran de $32,500 y los ingresos medios por familia eran $37,188. Los hombres tenían unos ingresos medios de $29,000 frente a los $21,250 para las mujeres. La renta per cápita para la localidad era de $12,921. Alrededor del 11.6% de la población estaban por debajo del umbral de pobreza.